# Zeke & Luther
Zeke & Luther är en amerikansk Disney XD-originalserie om två 15-åriga killar, Zeke (Hutch Dano) och Luther (Adam Hicks) som drömmer om att bli proffs på skateboard. Deras idol är Tony Hawk. Zekes lillasyster Ginger vill förstöra för dem och hatar skateboard. Serien spelades in i Kalifornien. Serien sändes mellan 2009 och 2012.

## Skådespelare
- Hutch Dano - Zeke Falcone
- Adam Hicks - Luther Jerome Waffles
- Daniel Curtis Lee - Kornelius "Kojo" Jonesworth
- Ryan Whitney Newman - Ginger Falcone

### Återkommande
- Nate Hartley - Oswald "Ozzie" Kepphart
- David Ury - Donald "Don" Donaldson
- Marianne Muellerleile - Dorothy Joanne "Nana" Waffles
- Abigail Mavity - Lisa Grubner
- Scott Beehner - Deputy Dingle
- Lawrence Mandley - Reginald "Jumpsuit" Johnson
- Ron Fassler - Dale Davis